# جوزيف فيلينو
جوزيف فيلينو ولد في 13 يناير 2000م، لاعب هوكي الجليد كندي. تم اختياره 1 عموما من قبل القديس يوحنا البحر الكلاب في 2015 مدخل مسودة QMJHL.

## روابط خارجية
- جوزيف فيلينو على موقع دوري الهوكي الوطني (الإنجليزية)
- جوزيف فيلينو على موقع EliteProspects.com (الإنجليزية)
- جوزيف فيلينو على موقع Eurohockey.com (الإنجليزية)
- جوزيف فيلينو على موقع HockeyDB.com (الإنجليزية)
- جوزيف فيلينو على موقع Hockey-Reference.com (الإنجليزية)

- قالب:Eliteprospects